# 캐릭캐릭 체인지 (애니메이션)
《캐릭캐릭 체인지》 또는 《수호 캐릭터!(しゅごキャラ! 슈고 캬라![*])》는 PEACH-PIT이 나카요시에 연재한 《캐릭캐릭 체인지》의 애니메이션을 말한다.

## 개요
일본에서 만화책인 <캐릭캐릭 체인지>를 <수호 캐릭터!>라는 이름으로 변경하여 2007년 10월부터 방영하고 있다. 처음에는 1년간 방영하는 것으로 기획되었지만 인기로 인하여 2008년 여름에 2기인 <수호 캐릭터! 두근!> 제작이 결정되어 동년 10월 4일에 방영되었고, 2009년 10월 3일부터 2010년 3월 27일까지 3기 <수호 캐릭터! 파티!>가 일본 현지에서 방영되었다. 시즌 1, 2와는 달리 시즌 3인 <수호 캐릭터! 파티!>는 기존의 팬들을 매료시키는 데에 실패하였기 때문에 시즌 1, 2의 에피소드가 50개 이상이었던 것과는 다르게, 25개만 방영된 상태에서 종영하고 말았다. 그 외 TV 도쿄에서 2008년 10월 1일부터 심야에 재방송으로 <보면 되~잖아! 수호 캐릭터! 나이트>가 시작하였고, 더불어 신 시리즈의 시작과 함께 일부 스탭진이 교체되었다. 화수 카운트는 <수호 캐릭터!>로부터 계속 올라가고 있다.
대한민국의 케이블 TV 방송국인 투니버스에서도 <캐릭캐릭 체인지>라는 이름으로 2008년 8월 11일부터 1기 26화까지 방영되었다가 동년 11월 11일부터 <캐릭캐릭 체인지 Part 2>를 통하여 27화~51화까지 방영하였다. 2009년 11월 16일부터 2기인 <캐릭캐릭 체인지 두근두근> 을 현재 방영하고 있다. 그 외 1기의 Part 2와 2기에서 성우 일부가 추가되었는데, 1기 Part 2에는 여민정(리마)과 이명선(케이, 다이아몬드)이 2기에는 김새해(루루)와 정혜원(나나)이 새로 투입되었다. 2010년 12월 8일부터 <캐릭캐릭 체인지 파티!>가 방영되었다.
아울러 투니버스 방영 명칭이 <수호 캐릭터!>가 아닌 것에 대해 일본판 팬들을 중심으로 상당한 불만을 제기하고 있으나, 최근에는 원작 만화가 국내에서 이미 발행되었을 경우에는 마케팅의 편의를 위해 일본 제작사 측이 국내 단행본의 제목과 동일하게 하여 방영할 것을 계약 조건으로 삼고 있고, 이 작품 역시 일본 제작사 측이 국내 애니메이션 명칭을 서울문화사의 단행본 명칭인 <캐릭캐릭 체인지>로 할 것을 요구하여 투니버스 측이 수용한 것이다.
<캐릭캐릭 체인지>의 완구류 수입을 하고 있는 손오공 사의 공식 홈페이지에서 '히나모리 아무'의 한국판 이름이 '채아무'로 소개되어 이 또한 일본판 팬들을 중심으로 상당한 불만이 제기되었으나, 이는 손오공 측의 착오에서 비롯된 해프닝으로 실제 투니버스 방영분에서는 채아무라는 이름이 일체 쓰이고 있지 않다. 그 외로 오류가 더 발견되었는데 아무의 수호 캐릭터인 수우가 해당 사이트에서는 스우로 소개되어 있는 반면 투니버스에서는 일어판과 동일하게 쓰이고 있다는 것이다.

## 후속작
- 투니버스 없다.

- KBS 1TV 방영 있다.

## 스탭
- 감독-야스다 켄지
- 시리즈 구성-시마다 미치루→오오노기 히로시
- 캐릭터 디자인-사이 후미히데
- 미술 감독-사카키에다 토시유키
- 색체 설계-시나지 나나에
- 촬영 감독-이와사키 아츠시
- 음향 감독-아케타가와 스스무
- 음악-Di'LL
- 프로듀서-도쿠시마 토모코→요시노 아야→요시다 나오, 핫타 신사쿠→스즈키 타카히로, 나카무라 신이치
- 애니메이션 제작-사테라이트
- 제작-TV 도쿄, TV 도쿄 미디어넷, 포니캐년
- 가이드 라인
- 수호 캐릭터! 에그!의 가이드 라인이 있다.

### 한국판
- 예정중

## 주제가

### 일본어판 주제가

#### 1기
- 첫 번째 여는 곡 '마음의 알(こころのたまご/코코로노 타마고)'-1화~26화

노래: Buono!/작사: 가와카미 나츠미/작곡: 무라마츠 테츠야/편곡: 아베 쥰
- 두 번째 여는 곡 '모두 정말 좋아(みんなだいすき/민나 다이스키)'-27화~51화

노래: Buono!/작사: C. Piece/작곡: AKIRASTAR/편곡: 아베 쥰
- 첫 번째 닫는 곡 '진정한 자신(ホントのじぶん/혼토노 지분)-1화~12화

노래: Buono!/작사: 이와사토 유호/작곡: 기노시타 요시유키/편곡: 니시카와 스스무
- 두 번째 닫는 곡 '연애♥라이더(恋愛♥ライダー/렌아이♥라이다-)-13화~26화

노래: Buono!/작사: 이와사토 유호/작곡: AKIRASTAR/편곡: 니시카와 스스무
- 세 번째 닫는 곡 'Kiss! Kiss! Kiss!'-27화~39화

노래: Buono!/작사: 이와사토 유호/작곡: 이노우에 신지로/편곡: 니시카와 스스무
- 네 번째 닫는 곡 '진검승부로 가자!(ガチンコでいこう!/가친코데 이코오!)'-40화~51화

노래: Buono!/작사: 이와사토 유호/작곡: 무라마츠 테츠야/편곡: 니시카와 스스무

#### 2기
- 첫 번째 여는 곡 '모두의 알(みんなのたまご/민나노 타마고)'-52화~64화

노래: 슈고캬라에그!/작사: 가와카미 나츠미/작곡: 히비노 히로후미/편곡: 아베 쥰
- 두 번째 여는 곡 '수호 수호!(しゅごしゅご!/슈고 슈고!)'-65화~76화

노래: 슈고캬라에그!/작사: 가와카미 나츠미/작곡: 히비노 히로후미/편곡: 아베 쥰
- 세 번째 여는 곡 '맡겨줘♪가디언(おまかせ♪ガーディアン/오마카세♪가-디안)-77화~89화

노래: 가디언즈4
- 네 번째 여는 곡 'School Days'90화~102화

노래: 가디언즈4
- 첫 번째 닫는 곡 '롯타라 롯타라(ロッタラロッタラ)-52화~68화

노래: Buono!/작사: 이와사토 유호/작곡: 이노우에 신지로/편곡: 니시카와 스스무
- 두 번째 닫는 곡 'co·no·mi·chi'-69화~76화

노래: Buono!/작사: 미우라 요시코/작곡: 츤쿠/편곡: AKIRASTAR, 나카야마 노부히코
- 세 번째 닫는 곡 'MY BOY'-77화~89화

노래: Buono!/작사: 미우라 요시코/작곡: 츤쿠/편곡: 니시카와 스스무
- 네 번째 닫는 곡 'Take It Easy!'-90화~102화

노래: Buono!/작사: 미우라 요시코/작곡: 츤쿠/편곡: 니시카와 스스무

#### 3기
- 첫 번째 여는 곡 'PARTY TIME'-103화~117화

노래: 가디언즈4
- 두 번째 여는 곡 'Going On!'-118화~

노래: 가디언즈4
- 첫 번째(두근두근) 여는 곡 '나의 달걀(わたしのたまご/와타시노 타마고)'-103화~117화

노래: 슈고캬라에그!
- 두 번째(두근두근) 여는 곡 '고마워~커다란 감사(ありがとう~大きくカンシャ/아리가토오~ 오오키쿠 칸샤)'-118화~

노래: 슈고캬라에그!
- 첫 번째 닫는 곡 'Bravo☆Bravo'-103화~117화)

노래: Buono!/작사: 미우라 요시코/작곡: 츤쿠/편곡: 니시카와 스스무
- 두 번째 닫는 곡 'Our Songs'-118화~

노래: Buono!/작사: 미우라 요시코/작곡: 츤쿠/편곡: 니시카와 스스무

#### 삽입곡
- 삽입곡 '미궁 버터플라이(迷宮バタフライ/메이큐우 바타후라이)'

노래: 호시나 우타우(성우: 미즈키 나나)/작사: PEACH-PIT, 사이토 메구미/작곡: dAicE/편곡: 사이토 유미
<CD삽입곡: 'Blue Moon'
- 삽입곡 'BLACK DIAMOND'

노래: 블랙 다이아몬즈/작사: PEACH-PIT, 사이토 메구미/작곡: 伊橋成哉/편곡: 上杉洋史
- 삽입곡 '꿈의 봉오리(ゆめのつぼみ/유메노 츠보미)'

노래: 호시나 우타우/작사: PEACH-PIT, 사이토 메구미/작곡·편곡: Di'll
- 삽입곡 'Heartul Song'

노래: 호시나 우타우, 니나가와 히토미(55화 단독, 성우: 카토 에미리)/작사: 사이토 메구미/작곡·편곡: Di'll
- 삽입곡 '우리의 지구(僕達の地球)'

노래: 세이요 학원 초등부/작사: 사이토 메구미/작곡·편곡: Di'll
- 삽입곡 '용기의 노래(勇気の歌)'

노래: 히나모리 아무(성우: 이토 카나에)/작사: 사이토 메구미/작곡·편곡: Di'll
- 삽입곡 '무지개빛 캐릭터 체인지!(にじいろキャラチェンジ!/니지이로 캬라 쳰지!)'

노래: 히나모리 아무, 란, 미키, 수{성우: 아스미 카나(란), 카토 나나에(미키), 토요사키 아키(수)}/작사: 사이토 메구미/작곡: 市川淳
- 삽입곡 'Happy X-mas'

노래: 히나모리 아무, 란, 미키, 수/작사: 사이토 메구미/작곡: 市川淳
- 삽입곡 '좋은 일 있을 것 같아(いいことありそう/이이코토 아리소오)'

노래: 란, 미키, 수/작사·편곡: 사이토 메구미/작곡: 사카이 미키오
- 삽입곡 '너의 BIRTHDAY(君のBIRTHDAY/키미노 바-스데-)'

노래: 히나모리 아무/작사: 사이토 메구미/작곡·편곡: 柿島伸次

### 한국어판 주제가

#### 1기
- 여는 노래 '또 다른 나'-1화~51화
  - 노래: 이용신
- 닫는 노래 '나만의 나'-1화~51화
  - 노래: 양정화

#### 2기
- 여는 노래 '두근두근 예! 예!'-52화~
  - 노래: JQT
- 닫는 노래 '텔레파시'-52화~
  - 노래: 김현지

#### 삽입곡
- 삽입곡 '미궁의 버터플라이'
  - 노래: 양정화
- 삽입곡 'BLACK DIAMOND'
  - 노래: 양정화
- 삽입곡 'Heartful Song'
  - 노래: 양정화/김영은(55화)

## 각 화별 제목
☆는 애니메이션판 오리지널 스토리를 나타낸다.

### 1기 각 화별 제목
| 화수 | 원제                                   | 원제(뜻)                               | 화수 | 한국어판 부제                            |
| ---- | -------------------------------------- | -------------------------------------- | ---- | ---------------------------------------- |
| 1    | しゅごキャラ誕生!                      | 수호 캐릭터 탄생!                      | 1    | 수호 캐릭터 탄생!                        |
| 2    | こころのたまご!                        | 마음의 알!                             | 2    | 마음의 알!                               |
| 3    | サクッとふわっとスゥにおまかせ         | 바삭하고 말랑하게 수우에게 맡겨주시라! | 3    | 세 번째 수호 캐릭터 탄생!                |
| 4    | あたしが切り札?!                       | 내가 비장의 카드?!                     | 4    | 내가 비장의 카드라고?!                   |
| 5☆   | シュート! ×キャラをやっつけろ!         | 슛! X캐릭을 박살내라!                  | 5    | ×캐릭터를 물리쳐라!                      |
| 6    | キャラなり! アミュレットスペード!      | 캐릭터화! 애뮬릿 스페이드!             | 6    | 캐릭터 변신! 애뮬릿 스페이드!            |
| 7☆   | ちいさなたまご!                        | 작은 알!                               | 7    | 아미의 꿈!                               |
| 8☆   | 君の瞳に恋してるっ!                    | 너의 눈동자를 사랑하고있어!            | 8    | 사랑의 방해꾼!                           |
| 9☆   | 藤咲家の七不思議?!                     | 후지사키가의 일곱가지 불가사의?!       | 9    | 공포의 저택!                             |
| 10☆  | キャラなり! アミュレットクローバー!    | 캐릭터화! 애뮬릿 클로버!               | 10   | 캐릭터 변신! 애뮬릿 클로버!              |
| 11   | 雪山の休日!                            | 설산의 휴일!                           | 11   | 겨울 산에서의 휴일!                      |
| 12☆  | 悲しみのクリスマス・イブ!              | 슬픔의 크리스마스 이브!                | 12   | 슬픈 크리스마스 이브                     |
| 13   | 大波乱! ニューイヤーライブ!            | 대파란! 뉴 이어 라이브!                | 13   | 파란만장! 뉴 이어 라이브!                |
| 14☆  | ゲレンデにしゅごキャラ?! スノッペ登場! | 스키장에 수호 캐릭터?! 스노페 등장!    | 14   | 스키장의 수호 캐릭터! 스노페 등장!       |
| 15☆  | 雪原の大攻防! スノッペを救え!          | 설원의 대공방! 스노페를 구해라!        | 15   | 설원의 공방전! 스노페를 구하라!          |
| 16☆  | ワン・ツー・スリー☆ ハートのマジック!  | 원 투 쓰리☆하트의 매직!                | 16   | 원! 투! 쓰리☆놀라운 마술쇼!              |
| 17☆  | スピーチコンテスト危機一髪!            | 스피치 콘테스트 위기 일발!             | 17   | 위기 일발 웅변 대회!                     |
| 18☆  | うれしはずかし初デート!                | 기쁘고 부끄러운 첫데이트!              | 18   | 달콤 쌉싸래한 첫데이트!                  |
| 19☆  | パパとママの思い出!                    | 아빠와 엄마의 추억!                    | 19   | 엄마와 아빠의 추억!                      |
| 20☆  | 君への贈り物!                          | 너에게의 선물!                         | 20   | 당신을 위한 선물!                        |
| 21   | しゅごキャラ誘拐される!                | 수호캐릭터 유괴 되다!                  | 21   | 유괴 당한 수호 캐릭터!                   |
| 22   | しゅごキャラ救出大作戦!                | 수호캐릭터 구출 대작전!                | 22   | 수호 캐릭터 구출 작전!                   |
| 23   | リメイクハニー! なりたい自分!          | 리메이크 허니! 되고 싶은 자신!         | 23   | 리메이크 허니! 되고 싶은 나의 모습!      |
| 24☆  | 心のスケッチ!                          | 마음의 스케치!                         | 24   | 마음 속의 스케치!                        |
| 25   | なでしこ! 春なのにさよなら?!           | 나데시코! 봄인데도 작별?!              | 25   | 봄, 그리고 시아와의 이별                 |
| 26   | 新しいはじまり!                        | 새로운 시작!                           | 26   | 새로운 시작!                             |
| 27   | 四つ目のしゅごたま!                    | 네 번째 수호 알!                       | 27   | 네 번째 수호 알!                         |
| 28   | ジョーカー失格? 新ガーディアン登場!    | 조커 실격? 신 가디언 등장!             | 28   | 조커 실격? 새로운 가디언 등장!           |
| 29   | キャラなり?! アミュレットエンジェル!   | 캐릭터화?! 애뮬릿 엔젤!                | 29   | 캐릭터 변신! 애뮬릿 엔젤!                |
| 30   | 星組VS月組! チアガール大活躍!          | 별님반 VS 달님반! 치어걸 대활약!       | 30   | 별님반 VS 달님반, 구기 대회 응원 대작전! |
| 31   | プリティベイビィ☆ 大騒動!              | 프리티 베이비☆대소동!                  | 31   | 프리티 베이비 대 소동!                   |
| 32   | ひとりぼっちのクイーン!                | 외톨이 퀸!                             | 32   | 외톨이 퀸!                               |
| 33   | 好きにならずにいられない               | 좋아하지 않을 수 없어!                 | 33   | 너무 너무 좋아해!                        |
| 34☆  | マジ?! 幽霊屋敷大冒険!                 | 진짜?! 유령 저택 대모험!               | 34   | 공포! 유령의 집 대모험!                  |
| 35☆  | 初恋のウェディング・ケーキ!            | 첫사랑의 웨딩 케이크!                  | 35   | 내 첫사랑의 결혼식!                      |
| 36☆  | 黄金の王子! *前編*                     | 황금의 왕자! *전편*                    | 36   | 황금의 왕자! *전편*                      |
| 37☆  | 黄金の王子! *後編*                     | 황금의 왕자! *후편*                    | 37   | 황금의 왕자! *후편*                      |
| 38   | キーとロックとアイツとあたし!          | 키와 록과 그녀석과 나!                 | 38   | 험프티 록과 덤프티 키!                   |
| 39   | キャラなり! プラチナロワイヤル!        | 캐릭터화! 플래티나 로열!               | 39   | 캐릭터 변신! 플래티나 로열!              |
| 40   | りま! こころのアンロック!              | 리마! 마음의 언록!                     | 40   | 리마의 결심!                             |
| 41   | ホントのじぶん!                        | 진정한 자신!                           | 41   | 진정한 나 자신!                          |
| 42   | ほしな歌唄! 最後の戦い!                | 호시나 우타우! 최후의 싸움!            | 42   | 마지막 대결!/세라와 X다이아의 최후!      |
| 43   | キャラなり! アミュレットダイヤ!        | 캐릭터화! 애뮬릿 다이아!               | 43   | 캐릭터 변신! 애뮬릿 다이아!              |
| 44   | ココロのきらめき!                      | 마음의 반짝임!                         | 44   | 내 마음 속의 빛!                         |
| 45☆  | がんばれ! 誠一郎!                      | 힘내라! 세이치로!                      | 45   | 우주의 노력!                             |
| 46☆  | りま降臨?! お笑いの神様!               | 리마강림?! 개그의 신!                  | 46   | 개그의 신 강림하다!                      |
| 47☆  | あたしが歌唄のマネージャー?!           | 내가 우타우의 매니저?!                 | 47   | 내가 세라의 매니저라고?!                 |
| 48☆  | ややにお願い!                          | 야야에게 부탁해!                       | 48   | 유이야, 부탁해!                          |
| 49☆  | バイオリンの秘密! 風に舞う音符!        | 바이올린의 비밀! 바람에 흩날리는 음표! | 49   | 바이올린의 비밀!                         |
| 50☆  | まじで発見?! エンブリオ!               | 진짜로 발견?! 엠브리오!                | 50   | 엠브리오! 진짜로 발견?                   |
| 51☆  | エンブリオをこの手に!                  | 엠브리오를 이 손에!                    | 51   | 엠브리오를 이 손에!                      |

- 24,44는 총집편이다.
- 한국어판 부제는 투니버스 캐릭캐릭 체인지 방영당시 표기내용임.

### 2기 각 화별 제목
| 화수 | 원제                                | 원제(뜻)                               | 화수 | 한국어판 부제                           |
| ---- | ----------------------------------- | -------------------------------------- | ---- | --------------------------------------- |
| 52☆  | めいっぱいのキラキラ!               | 가득한 반짝반짝!                       | 1    | 새로운 반짝임!                          |
| 53☆  | ぶっちゃけ大忙し?!                  | 솔직히 말해서 너무 바빠?!              | 2    | 빗속의 결투!                            |
| 54☆  | えぇ? 新しいお友達?!                | 에엑? 새로운 친구?!                    | 3    | 뭐? 새로운 친구?                        |
| 55☆  | 翼に歌の心をのせて!                 | 날개에 노래의 마음을 실어서!           | 4    | 노래의 날개 위에                        |
| 56   | 大空へ! 飛び立つキモチ!             | 넓은 하늘로!날아오르는 기분!           | 5    | 드넓은 하늘을 향하여!                   |
| 57   | 激カワ危機一髪!                     | 무지 귀여운 위기일발!                  | 6    | 귀여운 인형을 지켜라!                   |
| 58☆  | パニック・イン・すもも組!           | 패닉 인 자두반!                        | 7    | 자두반 대 소동!                         |
| 59☆  | ほしな歌唄! 新しい出発!             | 호시나 우타우! 새로운 출발!            | 8    | 세라의 새로운 출발!                     |
| 60☆  | ラッキー・デーは告白日和?!          | 럭키데이는 고백하기 좋은 날?!          | 9    | 행운의 날엔 고백을!                     |
| 61☆  | 届け! キランの思い!                 | 전해져라! 키란의 마음!                 | 10   | 전하고픈 팅키의 마음!                   |
| 62☆  | りま vs なぎひこ! ふたりはライバル? | 리마 vs 나기히코! 두 사람은 라이벌?    | 11   | 리마와 시우 두 사람은 라이벌?           |
| 63☆  | ルルの完璧クリスマス!               | 루루의 완벽한 크리스마스!              | 12   | 루루의 완벽한 크리스마스                |
| 64   | 新春! キャラなり初笑い?!            | 새 봄! 캐릭터화의 첫 웃음?!            | 13   | 눈오는 날엔 비밀이 가득!                |
| 65   | 雪の日はナイショがいっぱい?         | 눈이 내리는 날은 비밀 한 가득?         | 13   | 눈오는 날엔 비밀이 가득!                |
| 66   | お騒がせ! 猫耳少女?!                | 성가신! 고양이귀 소녀?!                | 14   | 시끌벅적! 고양이 소녀!                  |
| 67☆  | UFO少女あらわる!                    | UFO소녀 나타나다!                      | 15   | UFO소녀 등장!                           |
| 68☆  | さようなら、山吹沙綾…               | 안녕, 야마부키 사아야…                 | 16   | 잘 가! 장미야!                          |
| 69☆  | 初恋? ラブアタック!                 | 첫사랑? 러브 어택!                     | 17   | 첫사랑? 러브 어택!                      |
| 70☆  | チョコなんか大っきらい?!            | 초콜릿따위 너무 싫어?!                 | 18   | 파란만장! 발렌타인 데이!                |
| 71☆  | 険しき誠の道! 海里再び!             | 험한 진실의 길! 카이리와의 재회!       | 19   | 복잡한 마음! 다시 만난 케이!            |
| 72☆  | 激震! おばあさま登場!!              | 격진! 할머님 등장!!                    | 20   | 루루의 무서운 할머니!                   |
| 73☆  | マル秘! 仲直りのレシピ?             | 비밀부호! 화해의 레시피?               | 21   | 비밀! 화해의 방법!                      |
| 74   | ドッキドキのホワイトデー!           | 두근두근거리는 화이트 데이!            | 22   | 두근두근! 화이트 데이!                  |
| 75   | バレた?! 歌唄が家にやってきた!      | 들켰다?! 우타우가 집으로 찾아왔다!     | 23   | 가슴 철렁! 세라의 방문!                 |
| 76   | 新たなる敵?! 月夜のバトル!          | 새로운 적?! 달 밤의 배틀!              | 24   | 새로운 적!? 달밤의 대결!                |
| 77   | 衝撃! 壊された初デート?!            | 충격! 깨진 첫 데이트?!                 | 25   | 엉망이 되어버린 첫 데이트!              |
| 78   | あむちゃんのなが～い一日!?          | 아무의 긴~하루!?                       | 26   | 아무의 기나긴 하루!                     |
| 79   | イクトとあむ 悲しみのバトル!        | 이쿠토와 아무 슬픔의 배틀!             | 27   | 토마와 아무, 슬픔의 대결!               |
| 80   | 信じるキモチ! プラチナハート!       | 믿는 마음! 플래티나 하트!              | 28   | 굳은 믿음! 플래티나 하트!               |
| 81☆  | 潜入! イースター社?!                | 잠입! 이스터사?!                       | 29   | 이스터 사 잠입 작전!                    |
| 82☆  | 熱闘! 私がエースになる!             | 열투! 내가 에이스가 되다!              | 30   | 에이스가 되고 싶어!                     |
| 83☆  | すれちがいの音楽博覧会?             | 엇갈림의 음악박람회?                   | 31   | 엇갈린 음악 박람회!                     |
| 84☆  | 二階堂先生は先生だったぁ?!          | 니카이도 선생님은 선생님이었다~?!      | 32   | 멋진 선생님이 되고 싶어!                |
| 85☆  | ち~す! 噂のギャル登場!!             | 치~즈! 소문의 여학생 등장!!            | 33   | 하이~! 카리스마 모델 등장!              |
| 86☆  | 響け歌声! あの日のあたしに!!        | 울려라 노랫소리! 그 날의 나에게!!!     | 34   | 울려 퍼져라! 나를 위한 나의 노래!       |
| 87☆  | ナナを救え! しゅごキャラナース出動? | 나나를 구해라! 수호캐릭터 간호사 출동? | 35   | 나나를 구하라! 수호 캐릭터 간호사 출동! |
| 88☆  | 激突! ナゾたま大暴走!!              | 격돌! 수수께끼 알 대폭주!!             | 36   | 격돌! 수수께끼알의 폭주!                |
| 89☆  | 心、わかりあえて。                  | 마음을, 서로 이해하면서.               | 37   | 드디어 통한 마음!                       |
| 90☆  | 伝えたい! このキモチ!               | 전하고 싶어! 이 마음!                  | 38   | 내 마음을 전하고 싶어!                  |
| 91   | 全開! 僕のリズム                    | 전개! 나의 리듬                        | 39   | 나의 꿈! 나의 리듬!                     |
| 92   | クールに決めろ! ビートジャンパー    | 쿨하게 결정해라! 비트점퍼!             | 40   | 뭐든지 쿨하게! 비트 점퍼!               |
| 93☆  | ほしな歌唄、未来への飛翔!           | 호시나 우타우, 미래로의 비상!          | 41   | 힘내라 세라! 빛나는 미래를 위한 도약    |
| 94☆  | 進め！みけねこ捜索隊?!              | 나가자! 얼룩고양이 수색대?!            | 42   | 출동! 얼룩 고양이 수색대!               |
| 95☆  | りまとやや、真珠の絆(きずな)!       | 리마와 야야, 진주의 인연!              | 43   | 리마와 유이! 진주 알 같은 우정!         |
| 96   | 届かない声、くだかれる思い。        | 닿지 않는 목소리, 부서지는 마음        | 44   | 간절한 외침, 무너진 기대                |
| 97   | 唯世とイクト! 運命のホロスコープ!   | 타다세와 이쿠토, 운명의 호로스코프!    | 45   | 루이와 토마, 운명의 과거!!              |
| 98   | 復活! 輝きの舞姫!                   | 부활! 광채의 무희!                     | 46   | 부활! 빛 속의 무희!                     |
| 99   | 思いは一つ!ガーディアンの戦い!      | 마음은 하나! 가디언의 싸움!            | 47   | 우리는 하나! 가디언 총 출동!            |
| 100  | 誕生！ ２つのキャラなり！           | 탄생! 두 개의 캐릭터화!                | 48   | 탄생! 두 개의 캐릭터 변신!              |
| 101  | 破かれた絵本！ 悲しき秘密！         | 찢어진 그림책! 슬픈 비밀!              | 49   | 찢어진 그림책과 슬픈 비밀!              |
| 102  | 夢のたまご、なりたい自分。          | 꿈의 알, 되고싶은 자신.                | 50   | 진정한 꿈의 알! 내가 되고 싶은 나!      |

- 52,53화는 총집편이다.
- 64화는 일본풍이 짙다는 이유로 65화와 함께 편집하여 2기 13화로 방영하였다.
- 한국어판 부제는 투니버스의 캐릭캐릭 체인지 두근두근 방영당시 표기내용이며 미표기된 부분은 해당 에피소드 방영시 표기.

### 3기 각 화별 제목
수호캐릭터!!! 두근두근 / 캐릭캐릭 체인지 파티
| 화수 | 원제                             | 원제(뜻)                            | 화수 | 한국어판 부제            |
| ---- | -------------------------------- | ----------------------------------- | ---- | ------------------------ |
| 103☆ | 元気いっぱい転校生!              | 활기찬 전학생!                      | 1    | 활기찬 전학생!           |
| 104  | 誕生!ガーディアン見習い!         | 탄생! 가디언 견습생!                | 1    | 탄생! 가디언 견습생!     |
| 105  | ココロ輝け! 歌パワー!            | 빛나는 마음! 노래파워!              | 2    | 빛나라! 노래의 힘!       |
| 106  | ひかるｖｓウサギ? 初仕事は大変!  | 히카루vs토끼? 첫일은 큰일!          | 2    | 토끼 돌보기는 힘들어!    |
| 107  | ややの張り切りガーデニング!!     | 야야의 의욕만점 정원 가꾸기!!       | 3    | 유이의 화단 가꾸기 교실! |
| 108  | たまごの帰る場所!                | 알이 돌아가는 장소!                 | 3    | 마음의 알이 돌아갈 곳!   |
| 109  | おかえり! なでしこ!              | 어서와! 나데시코!                   | 4    | 돌아온 시아!             |
| 110  | 魅惑のキャラチェンジ!            | 매혹의 캐릭터 체인지!               | 4    | 거침없이 캐릭 체인지!    |
| 111  | どうして?! りま先輩!             | 어째서?! 리마선배!                  | 5    | 조그만 오해!             |
| 112  | えっ! 唯世くん好きな人 ?!        | 앗! 타다세가 좋아하는 사람?!        | 5    | 루이가 좋아하는 사람!    |
| 113  | きらきらな宝物!                  | 반짝반짝한 보물!                    | 6    | 소중한 보물!             |
| 114  | へろへろ∼あむちゃん、ままになる? | 해롱해롱~아무, 엄마가 되다?         | 6    | 엄마가 된 아무!          |
| 115  | なりたいあたし!                  | 되고 싶은 자신!                     | 7    | 되고싶은 나 자신!        |
| 116  | 初対面! これがXキャラ?!          | 첫대면! 이것이 X캐릭터?!            | 7    | 첫 대면! 이것이 x캐릭터! |
| 117  | ケンカはやめて!                  | 싸움은 그만둬!                      | 8    | 화해하는 방법!           |
| 118  | 進めりっか! ガ-ディアンへの道    | 나아가라 릿카! 가디언으로의 길      | 8    | 가디언이 되는 길!        |
| 119  | ぐるんぐるん! まわる世界!        | 빙글빙글! 도는 세계!                | 9    | 빙글빙글 도는 세상!      |
| 120  | どっきどきのピクニック!          | 두근두근 피크닉!                    | 9    | 소풍은 즐거워!           |
| 121  | 歌唄、揺れるココロ!              | 우타우, 흔들리는 마음!              | 10   | 흔들리는 세라의 마음!    |
| 122  | どきっ!たまごに×が付いちゃった?! | 두근, 알에 x가 붙어버렸다?!         | 10   | X자가 붙어버린 수호 알!  |
| 123  | 初めまして、ほたると申します。   | 처음 뵙겠습니다. 호타루라고 합니다. | 11   | 새로운 친구 샤인!        |
| 124  | ひかると楽しい遊園地!            | 히카루와 즐거운 유원지!             | 11   | 놀이동산에서의 하루!     |
| 125  | 大変!りっかと×タマが?!           | 큰일! 릿카와 x알이?!                | 12   | 엑스 알의 폭주!          |
| 126  | 信じて!あたしのピュアハート!     | 믿어! 나의 퓨어 하트!               | 12   | 치유된 마음!             |
| 127  | どっきどきのドッキドキ!          | 두근두근의 두근두근!                | 13   | 두근두근 해피엔딩!       |

- 한국어판 부제는 투니버스 방영 제목임
- 각 두 이야기를 한 편으로 묶어 2편씩 12화, 단편 13화로 방영

수호캐릭터! 쁘띠쁘띠 / 캐릭캐릭 체인지 쁘띠
| 화수 | 원제                          | 원제(뜻)                         | 화수 | 한국어판 부제                       |
| ---- | ----------------------------- | -------------------------------- | ---- | ----------------------------------- |
| 103  | 自己紹介のまき                | [자기소개]의 막                  | 1    | [자기소개] 이야기                   |
| 103  | 花とダイヤのまき              | [꽃과 다이아]의 막               | 1    | [꽃과 다이아] 이야기                |
| 104  | かくれんぼのまき              | [숨바꼭질]의 막                  | 1    | [숨바꼭질] 이야기                   |
| 104  | かくれんぼの続きのまき        | [계속되는 숨바꼭질]의 막         | 1    | [숨바꼭질 두 번째] 이야기           |
| 105  | チェンジのまき                | [변신]의 막                      | 2    | [체인지] 이야기                     |
| 105  | しゅごボンバー・その1のまき   | [수호 봄버, 그 첫 번째]의 막     | 2    | [가디언 레인저. 첫 번째] 이야기     |
| 106  | キセキの王冠のまき            | [키세키의 왕관]의 막             | 2    | [프린스의 왕관] 이야기              |
| 106  | しゅごボンバー・その2のまき   | [수호 봄버, 그 두 번째]의 막     | 2    | [가디언 레인저. 두 번째] 이야기     |
| 107  | どうにも止まらない!のまき     | [어떻게 해도 멈추지 않아!]의 막  | 3    | [달리기를 멈춰라] 이야기            |
| 107  | 南南西にカニを置け!のまき     | [남남서쪽에 게를 놓아라!]의 막   | 3    | [남남서에 꽃게를 놓아라] 이야기     |
| 108  | ミキの実験室・その1のまき     | [미키의 실험실, 그 첫 번째]의 막 | 3    | [미키의 실험실. 첫 번째] 이야기     |
| 108  | ミキの実験室・その2のまき     | [미키의 실험실, 그 두 번째]의 막 | 3    | [미키의 실험실. 두 번째] 이야기     |
| 109  | 笑わないクスクスのまき        | [웃지 않는 쿠스쿠스]의 막        | 4    | [웃지 않는 쿠스쿠스] 이야기         |
| 109  | しゅごボンバー・その3のまき   | [수호 봄버, 그 세 번째]의 막     | 4    | [가디언 레인저. 세 번째] 이야기     |
| 110  | 金のおしゃぶりのまき          | [금으로 된 노리개 젖꼭지]의 막   | 4    | [황금색 쪽쪽이] 이야기              |
| 110  | 双子のしゅごキャラ?のまき     | [쌍둥이의 수호 캐릭터?]의 막     | 4    | [쌍둥이 수호 캐릭터?] 이야기        |
| 111  | ランのつぼ?のまき             | [란의 급소(경혈)]의 막           | 5    | [란의 혈자리?] 이야기               |
| 111  | 新しいしゅごキャラ?のまき     | [새로운 수호 캐릭터?]의 막       | 5    | [새로운 수호 캐릭터?] 이야기        |
| 112  | ヨルのいたずらのまき          | [요루의 장난]의 막               | 5    | [요루의 장난] 이야기                |
| 112  | ロイヤルガーデンの幽霊のまき  | [로열 가든의 유령]의 막          | 5    | [로열 가든의 유령] 이야기           |
| 113  | ヤッホー!のまき               | [야호-!]의 막                    | 6    | [야~호!] 이야기                     |
| 113  | しゅごボンバー・その4のまき   | [수호 봄버, 그 네 번째]의 막     | 6    | [가디언 레인저. 네 번째] 이야기     |
| 114  | ヨルのクリスマスのまき        | [요루의 크리스마스]의 막         | 6    | [요루의 크리스마스] 이야기          |
| 114  | クリスマスケーキは大変?のまき | [크리스마스 케이크는 큰일?]의 막 | 6    | [크리스마스 케이크는 무서워] 이야기 |
| 115  | しゅごキャラ通販のまき        | [수호캐릭터 통판(홈쇼핑)]의 막   | 7    | [수호 캐릭터 홈쇼핑] 이야기         |
| 115  | お悩み解決隊!その1のまき      | [고민 해결사, 그 첫 번째]의 막   | 7    | [고민 해결사 자매!. 첫 번째] 이야기 |
| 116  | 書き初め!のまき               | [정월 첫 이튿 날!]의 막          | 7    | [표어를 쓰자!] 이야기               |
| 116  | こたつ～!のまき               | [이불 난로~!]의 막               | 7    | [탁상 난로] 이야기                  |
| 117  | らぶらぶラブ探訪のまき        | [러브 러브 러브 탐방]의 막       | 8    | [에르의 러브 상담소] 이야기         |
| 117  | 小さな幸せのまき              | [작은 행복]의 막                 | 8    | [작은 행복] 이야기                  |
| 118  | おもちを焼くのまき            | [떡 굽기]의 막                   | 8    | [인절미를 굽자] 이야기              |
| 118  | ミキの実験室・その3のまき     | [미키의 실험실, 그 세 번째]의 막 | 8    | [고민 해결사 자매!. 두 번째] 이야기 |
| 119  | お悩み解決!その2のまき        | [고민 해결사, 그 두 번째]의 막   | 9    | [미키의 실험실. 세 번째] 이야기     |
| 119  | 虹をこえて?のまき             | [무지개를 넘어서?]의 막          | 9    | [무지개를 건너서?] 이야기           |
| 120  | しゅごボンバー・その5のまき   | [수호 봄버, 그 다섯 번째]의 막   | 9    | [가디언 레인저. 다섯 번째] 이야기   |
| 120  | しゅごボンバー・その6のまき   | [수호 봄버, 그 여섯 번째]의 막   | 9    | [가디언 레인저. 여섯 번째] 이야기   |
| 121  | たじゃれ探偵エルのまき        | [말장난 탐정 에루]의 막          | 10   | [어수선 탐정 에르] 이야기           |
| 121  | ダイヤと小さな花の芽のまき    | [다이아와 작은 꽃잎]의 막        | 10   | [다이아와 작은 새싹] 이야기         |
| 122  | Xキャラごっこ?のまき          | [X 캐릭터 놀이?]의 막            | 10   | [엑스 캐릭터 놀이?] 이야기          |
| 122  | ミキの実験室・その4 のまき    | [미키의 실험실, 그 네 번째]의 막 | 10   | [미키의 실험실. 네 번째] 이야기     |
| 123  | 愛のしゅごキャラ劇場のまき    | [사랑의 수호캐릭터 극장]의 막    | 11   | [수호 캐릭터 사랑의 극장] 이야기    |
| 123  | 百物語のあとでのまき          | [100가지의 전설]의 막            | 11   | [괴담은 무서워!] 이야기             |
| 124  | ちん、とん、しゃんのまき      | [친,톤,샨]의 막                  | 11   | [샤랑, 띠링, 또롱] 이야기           |
| 124  | おひるねするぞのまき          | [낮잠 자자]의 막                 | 11   | [낮잠을 자자!] 이야기               |
| 125  | ちこく、ちこく～!のまき       | [지각, 지각~!]의 막              | 12   | [지각이다, 지각~!] 이야기           |
| 125  | おかわり、ほいっ!のまき       | [한 그릇 더, 호이!]의 막         | 12   | [밥 더 주세요, 호이!] 이야기        |
| 126  | スイッチのまき                | [스위치]의 막                    | 12   | [스위치!] 이야기                    |
| 126  | しゅごキャラトークのまき      | [수호캐릭터 토크(얘기)]의 막     | 13   | [수호 캐릭터 토크 왕!] 이야기       |
| 127  | お題はなあに?のまき           | [주제는 무엇?]의 막              | 13   | [이름 대기 놀이!] 이야기            |
| 127  | おまじないのまき              | [주문]의 막                      | 13   | [마법의 주문] 이야기                |

- 3기는 원작에 안나오는 오리지널 스토리이다
- 한국어판 제목은 투니버스 방영제목이다(첫 방송일은 2011년 1월 20일이다.).

## 원작과의 차이점

### 스토리
- 이야기 첫 시작에는 아무는 원작에서 4학년이었지만, 애니메이션에서는 5학년이 되어있다.(4학년이 끝날때 전학을 오고 봄방학을 지낸 다음 5학년이 된다.)
- 란이 태어날 때 원작에는 공사장이 휴일이 아니지만 애니메이션에서는 공휴일이다.
- 원작에는 없는 애니메이션 오리지널 스토리가 다소 많다.
- 원작에서의 에피소드의 시간대나 장소가 변경된 적이 많다.
  - 쿠카이네 할아버지댁이 바닷가가 아닌 설산에 있다는 점.
  - 다이아를 되찾은 것은 원작에서는 6학년이 된 봄에서 3학기가 시작되는 겨울쯤에 끝났으나, 애니메이션에서는 여름방학쯤에 끝났다.
  - 전체적인 에피소드에서 원작에는 없는 요소들이 등장.
  - 원작에는 애뮬릿 엔젤과 그외 깍두기 가디언즈!라고 하지만 애니메이션에는 삭제되었다.
  - 이쿠토와 아무의 만남이 다르다.
  - 원작에서는 5화에서 캐릭터화를 한 아무가 애니메이션에서는 1화부터 캐릭터화를 한다. 그러므로 캐릭터화에 필요한 험프티록도 1화부터 등장한다.
  - 니카이도와 이쿠토의 접촉신이 원작보다 대량으로 추가되었다.
  - 원작에서는 과도한 어덜트요소가 나와있는 부분이 약간 억제되었다.
- 원작에서의 대사가 다른 애니메이션의 명대사를 따라하는 것이 조금 많아서 애니메이션에는 수정되었다.
- 원작에서는 뉴이어 라이브를 아무,나데시코,야야만 갔지만 애니메이션에서는 타다세와 쿠카이도 갔다.

- 원작에서는 리즈무가 이스터사와의 결전중 태어났지만 애니에서는 다른 학교와의 농구 시합 중 다른 농구 선수들의 마음의 알이 X알이 될 때 태어났다.
- 원작에서는 니카이도 유우나 쿠카이의 첫째 형 등이 담배를 피우는 모습이 묘사되어있으나, 애니메이션에서는 담배 피우는 모습을 찾아볼 수 없다.

### 캐릭터
- 원작에서는 존재하지 않는 오리지널 캐릭터가 등장하며, 그 중 루루는 슈고캬라 도킷!에서 중요한 역할이다.
- 나카요시 2008년 6월호에 개시된 제2회 오리지널 수호 캐릭터 응모에서 대상으로 「키란」이라는 수호 캐릭터가 뽑혀 후에 애니메이션에 등장하며, 캐릭터 디자인이 발표되었고, 2008년 12월 6일에 61화 [전해져라! 키란의 마음!]에서 등장하였다.

### 복장, 도구, 기술
- 히나모리 아무가 캐릭터화를 한 후에 란, 미키, 수우의 알이 몸 속에 들어있다.
- 애뮬릿 하트의 복장이 조금 다르다.
- 란의 복장이 조금 다르다.
- 로열 케이프의 수호 알 홀더(안 주머니)가 없고 대신에 수호 알 케이스를 따로 선물해준다. 원작에서는 20화에서 카이리가 아무에게 똑같은 물건을 선물해주었지만 다르게 「파우치」라고 하고있다. (그러나 이것은 나카요시에서 굿즈정보에서는 애뮬릿 파우치라고 하였다.) 애니메이션에서는 그것을 바꾸어서 33화에서 카이리는 리스트밴드를 선물해주었다.
- 하트로드가 원작과는 전혀 다르다.
- 애뮬릿 엔젤의 「화이트 플래그」의 백기에 에루의 얼굴과 '졌어요~'라는 글귀가 없다.
- 원작에는 등장하지 않은 애니메이션 오리지널 정화법이나 원작과는 효과가 달라진 필살기가 있다.
- 스파이럴 하트 스페셜이나 컬러풀 캔버스 스페셜등은 만화책에서는 나오지 않고 애니메이션에서만 나온다.
- 뉴이어 라이브에 갈때 캐릭터 체인지로 바꾼 의상이 조금 다르다.

### 그 외
- 64화중 전무의 서랍에서 애뮬릿 플로우 카드가 등장한다.

## 방송국

### 일본
| 방송지역             | 방송국           | 방송 기간          | 방송 일시                  | 계열        | 비고                |
| -------------------- | ---------------- | ------------------ | -------------------------- | ----------- | ------------------- |
| 간토 지방            | TV 도쿄          | 2007년 10월 6일 -  | 토요일 9시30분 - 10시00분  | TV도쿄계    | 제작국              |
| 오카야마현, 가가와현 | TV 세토우치      | 2007년 10월 7일 -  | 일요일 7시00분 - 7시30분   | TV도쿄계    | 1일지연             |
| 후쿠오카현           | TVQ 규슈 방송    | 2007년 10월 7일 -  | 일요일 7시00분 - 7시30분   | TV도쿄계    | 1일지연             |
| 오사카부             | TV 오사카        | 2007년 10월 7일 -  | 일요일 10시30분 - 11시00분 | TV도쿄계    | 1일지연             |
| 아이치현             | TV 아이치        | 2007년 10월 14일 - | 일요일 6시30분 - 7시00분   | TV도쿄계    | 8일지연             |
| 홋카이도             | TV 홋카이도      | 2007년 10월 14일 - | 일요일 7시00분 - 7시30분   | TV도쿄계    | 8일지연             |
| 미에현               | 미에 TV 방송     | 2007년 10월 18일 - | 목요일 17시00분 - 17시30분 | 독립UHF국   | 12일지연            |
| 기후현               | 기후 방송        | 2007년 10월 21일 - | 일요일 8시00분 - 8시30분   | 독립UHF국   | 15일지연            |
| 나가사키현           | 나가사키 국제 TV | 2007년 11월 16일 - | 금요일 15시55분 - 16시25분 | 니혼TV 계열 | 62일지연            |
| 나라현               | 나라 TV 방송     | 2008년 3월 24일 -  | 월요일 18시00분 - 18시30분 | 독립UHF국   | 5개월지연           |
| 시가현               | 비와코 방송      | 2008년 3월 31일 -  | 월요일 17시15분 - 17시45분 | 독립UHF국   | 5개월지연           |
| 이와테현             | 이와테 멘코이 TV | 2008년 5월 7일 -   | 수요일 17시24분 - 17시54분 | 후지 TV계열 | 7개월지연           |
| 돗토리현, 시마네현   | 니혼카이 TV      | 2008년 5월 13일 -  | 화요일 15시55분 - 16시24분 | 니혼TV 계열 | 7개월지연           |
| 이시카와현           | 호쿠리쿠 방송    | 2008년 9월 29일 -  | 월요일 16시25분 - 16시52분 | TBS계열     | 1년지연             |
| 일본 전역            | AT-X             | 2007년 10월 19일 - | 금요일 11시00분 - 11시30분 | CS방송      | 6일지연 리피트 있음 |

### 한국
1기가 온미디어의 애니 채널 투니버스를 통해 2008년 8월 11일 첫 방영되었으며, 수시 편성되고 있다.
- - 1~26화는 Part 1, 27~51화는 Part 2, 52~화는 2기로 나누어서 방송하고 있으나, 내용상 직결되기 때문에 엄밀하게 분리되어 있지는 않으며 제목 역시 '캐릭캐릭 체인지'로 단일화되어 있다.

2009년 11월 16일에는 「캐릭캐릭 체인지 두근두근」 이 투니버스에서 방영되고 있으며 1기 당시의 성우진 위주로 진행됨과 동시에 새 캐릭터 등장에 따라 성우 일부가 추가 투입되었거나 겸직을 맡았다.

## 특집격 방송

### 일본
- 보면 되~잖아! 수호캐릭터! 나이트

2008년 10월 1일부터 시작하는 재방송격 프로그램으로 TV도쿄에서 수요일 심야에 방영하고 있다.
오프닝 타이틀과 차회예고가 바뀌었고, 현재는 14화까지만 방영하고 종영되었다.

### 한국
| 프로그램명              | 방송시기         | 방영시간                     | 비고                               |
| ----------------------- | ---------------- | ---------------------------- | ---------------------------------- |
| 명랑소녀대열전          | 2008년           | 토요일 16시 00분 - 19시 00분 | 슈가슈가룬 4편 캐릭캐릭 체인지 4편 |
| 아무의‘러브라인 총정리’ | 2008년 11월 8일  | 18시 30분 - 19시 00분        | 본방송(하루)                       |
| 아무의‘러브라인 총정리’ | 2008년 11월 11일 | 18시 00분 - 18시 30분        | 재방송                             |

## 관련 상품
현재 대한민국에서는 일본의 타카라토미의 완구들을 손오공이 수입해서 판매를 하고있다.

### CD,DVD
현재는 일본에서만 발매되었다.
TV 애니판 오프닝, 엔딩 테마
- 《진정한 자신 통상반》《진정한 자신 초회한정반》
- 《연애♥라이더 통상반》《연애♥라이더 초회한정반》
- 《Kiss!Kiss!Kiss! 통상반》《Kiss!Kiss!Kiss! 초회한정반》
- 《진검승부로 가자! 통상반》《진검승부로 가자! 초회한정반》
- 《모두의 알 통상반》《모두의 알 초회한정반》
- 《롯타라 롯타라 통상반》《롯타라 롯타라 초회한정반》
- 《수호 수호! 통상반》《수호 수호! 초회한정반》
- 《co·no·mi·chi 통상반》《co·no·mi·chi 초회한정반》
- 《맡겨줘♪가디언 통상반》《맡겨줘♪가디언 초회한정반》
- 《MY BOY 통상반》《MY BOY 초회한정반》
- 《School Days 통상반》《School Days 초회한정반》
- 《Take It Easy! 통상반》《Take It Easy! 초회한정반》
- 《PARTY TIME/나의 달걀 통상반》《PARTY TIME/나의 달걀 초회한정반》
- 《Bravo☆Bravo 통상반》《Bravo☆Bravo 초회한정반》
- TV 애니판 삽입곡《미궁 버터플라이》(통상반, 초회생산반) - 2007년 12월 19일
- TV 애니판 삽입곡《BLACK DIAMOND》(통상반, 초회생산반) - 2008년 8월 6일
- TV 애니판 삽입곡《수호캐릭터! 캐릭터송 콜렉션》(통상반, 초회생산반)

애니 수호캐릭터! DVD시리즈(통상반)
- DVD〈수호캐릭터!1〉(통상판, 1~3화 수록) - 2008년 2월 20일 발매
- DVD〈수호캐릭터!2〉(통상판, 4~6화 수록) - 2008년 3월 19일 발매
- DVD〈수호캐릭터!3〉(통상판, 7~10화 수록) - 2008년 4월 16일 발매
- DVD〈수호캐릭터!4〉(통상판, 11~13화 수록) - 2008년 5월 21일 발매
- DVD〈수호캐릭터!5〉(통상판, 14~16화 수록) - 2008년 6월 18일 발매
- DVD〈수호캐릭터!6〉(통상판, 17~19화 수록) - 2008년 7월 16일 발매
- DVD〈수호캐릭터!7〉(통상판, 20~22화 수록) - 2008년 8월 20일 발매
- DVD〈수호캐릭터!8〉(통상판, 23~26화 수록) - 2008년 9월 17일 발매
- DVD〈수호캐릭터!9〉(통상판, 27~29화 수록) - 2008년 10월 15일 발매
- DVD〈수호캐릭터!10〉(통상판, 30~32화 수록) - 2008년 11월 19일 발매
- DVD〈수호캐릭터!11〉(통상판, 33~35화 수록) - 2008년 12월 17일 발매
- DVD〈수호캐릭터!12〉(통상판, 36~39화 수록) - 2009년 1월 21일 발매
- DVD〈수호캐릭터!13〉(통상판, 40~42화 수록) - 2009년 2월 18일 발매

애니 수호캐릭터! DVDBOX
- 수호캐릭터!애뮬릿BOX①(1~13화 수록) - 2008년 3월 21일 발매
- 수호캐릭터!애뮬릿BOX②(14~26화 수록)- 2008년 8월 20일 발매
- 수호캐릭터!애뮬릿BOX③(27~39화 수록) - 2008년 11월 19일 발매
- 수호캐릭터!애뮬릿BOX④(40~51화 수록) - 2009년 2월 18일 발매

애뮬릿BOX의 표지는 아무의 각각 수호캐릭터의 탄생 시기와 맞추어 나온다.

### 필름북
서울문화사에서 발매중이며 매월 중순쯤에 발매한다. 1권당 3회 분량으로 수록하였다.
필름북 13권 앞표지부터 다이아의 등장으로 아무와 4명의 수호캐릭터가 모두 모여서 등장했다.
필름북 16권은 유일하게 수호캐릭터들이 앞표지에 등장하지 않았다(아무,타다세,이쿠토만 등장).
2010년 1월부터는 52화부터 시점으로 한 캐릭캐릭 체인지 두근두근 필름북도 발매되었으며 이 때부터는 1권당 4회 분량으로 수록하였다.
캐릭캐릭 체인지 1기
- 1권 2008년 8월 19일 발매(1~3화수록)
- 2권 2008년 9월 15일 발매(4~6화수록)
- 3권 2008년 10월 15일 발매(7~9화수록)
- 4권 2008년 11월 14일 발매(10~12화수록)
- 5권 2008년 12월 14일 발매(13~15화 수록)
- 6권 2009년 1월 15일 발매(16~18화 수록)
- 7권 2009년 2월 19일 발매(19~21화 수록)
- 8권 2009년 3월 발매(22~24화 수록)
- 9권 2009년 4월 발매(25~27화 수록)
- 10권 2009년 5월 발매(28~30화 수록)
- 11권 2009년 6월 발매(31~33화 수록)
- 12권 2009년 7월 발매(34~36화 수록)
- 13권 2009년 8월 발매(37~39화 수록)
- 14권 2009년 9월 발매(40~42화 수록)
- 15권 2009년 10월 발매(43~45화 수록)
- 16권 2009년 11월 발매(46화~48화 수록)
- 17권 2009년 12월 발매(49화~51화 수록)

캐릭캐릭 체인지 2기(두근두근)
- 1권 2010년 1월 발매(1화 ~ 4화 수록)
- 2권 2010년 2월 발매(5화 ~ 8화 수록)
- 3권 2010년 3월 발매(9화 ~ 12화 수록)
- 4권 2010년 4월 발매(13화 ~ 16화 수록)
- 5권 2010년 5월 발매(17화 ~ 20화 수록)
- 6권 2010년 6월 발매(21화 ~ 24화 수록)
- 7권 2010년 7월 발매(25화 ~ 28화 수록)
- 8권 2010년 8월 발매(29화 ~ 32화 수록)
- 9권 2010년 9월 발매(33화 ~ 36화 수록)
- 10권 2010년 10월 발매(37화 ~ 40화 수록)
- 11권 2010년 11월 발매(41화 ~ 45화 수록)
- 12권 2010년 12월 발매(46화 ~ 50화 수록)

캐릭캐릭 체인지 3기(파티)
- 1권 2011년 1월 발매(1화 ~ 4화 수록)
- 2권 2011년 2월 발매(5화 ~ 8화 수록)
- 3권 2011년 3월 발매(9화 ~ 13화 수록)

캐릭캐릭 체인지 쁘띠!
- 1권 2011년 4월 발매(1화 ~ 25화 수록)
- 2권 2011년 5월 발매(26화 ~ 50화 수록)